# Поэдуа
Поэдуа (также Поэту, родилась около 1758 — умерла до 1788) — таитянская принцесса, дочь вождя (короля) Ореа (Орио) — правителя острова Раиатеа в архипелаге Острова Общества в Тихом океане (ныне Французская Полинезия). 
Во время третьего путешествия Кука (1776—1779) вместе со своим отцом, братом и мужем была взята в заложники англичанами после того, как двое моряков сбежали на остров Раиатеа. Заложники были помещены на корабль «Дискавери» и удерживались до обеспечения вождем Ореа возвращения английских моряков.
Поэдуа стала известной благодаря ее портрету кисти официального художника третьей экспедиции Кука Джона Уэббера (написан в 1777 году). Для многих современников портрет 19-летней таитянской принцессы стал первым олицетворением женственности и красоты жительниц Полинезии, поскольку Джон Уэббер был первым европейским художником, который работал в этой части Земного шара.